# Motorprotein
Motorproteiner är en grupp av proteiner som fungerar som molekylmotorer. De använder energin från hydrolys av adenosintrifosfat (ATP) för att röra sig över ytor av lämpliga typer som bland annat cellskellet. Några viktiga motorproteiner är myosiner, som rör sig längs aktinfilament, samt kinesiner och dyneiner, som rör sig längs mikrotubuli. Motorproteiner medverkar bland annat i muskelkontraktionen och i celldelningen. Motorproteinerna kan fästa sig vid stora vesiklar och på så sätt transportera olika molekyler runt om cellen.